# Täby landskommun, Närke
För landskommunen med detta namn i Uppland, se Täby landskommun, Uppland.
Täby landskommun var en tidigare kommun i Örebro län.

## Administrativ historik
Den bildades då 1862 års kommunalförordningar trädde i kraft, i Täby socken i Örebro härad i Närke. 
Vid kommunreformen 1952 uppgick den i storkommunen Mosjö landskommun. Området ingår numera i Örebro kommun.